# Manuel Fernández Montesinos
Pour les articles homonymes, voir Fernández et Montesinos.
Manuel Fernández-Montesinos Lustau, né à Grenade en 1901 et assassiné dans la même ville en 1936, est un médecin et homme politique socialiste espagnol et maire de Grenade en 1936.
Il est le frère de José Fernández Montesinos, professeur à Berkeley, et l'époux de Concha García Lorca, sœur du poète Federico.
Il est fusillé par les nationalistes au début de la Guerre d'Espagne.

## Biographie
Fils d'un dirigeant de la banque Rodríguez Acosta de Grenade, il est diplômé de médecine à l'Université de Grenade en 1921. 
En 1930, il se marie avec Concepción García Lorca dite Concha, sœur d'Isabel, de Francisco et de Federico García Lorca. Le couple a trois enfants : Vicenta, Manuel et Concha.
Membre du Parti socialiste ouvrier espagnol (PSOE), il est élu conseiller municipal de Grenade le 12 avril 1931 sur les listes de la Conjonction républicano-socialiste.  
Il participe avec son frère José au cercle littéraire du Rinconcillo du Café Alameda de Grenade, où se retrouvent notamment les frères Francisco et Federico García Lorca, Manuel de Falla, Manuel Ángeles Ortiz, Hermenegildo Lanz, Ángel Barrios et Ismael de la Serna.
En 1934, il est destitué de son mandat de conseiller municipal lorsque, après les événements d'octobre, les élus de Grenade sont révoqués sur ordre du gouvernement radical. 
Il récupère son mandat après la victoire du Front populaire aux élections de février de 1936. Le 1er juillet, il devient maire de Grenade, remplaçant à ce poste Luis Fajardo Fernández.
Le 20 juillet 1936, après le soulèvement nationaliste des 17 et 18 juillet qui entraîne la catastrophe de la guerre d'Espagne, les militaires postés à Grenade prennent le contrôle de la ville.
Manuel Fernández Montesinos est arrêté dans les salons de l'Hôtel de Ville de Grenade avec d'autres élus, conseillers et militants socialistes. Le 16 août 1936 au matin, il est fusillé par les nationalistes sur les murs du cimetière de Grenade.